# 安堂駅
安堂駅（あんどうえき）は、大阪府柏原市安堂町にある、近畿日本鉄道（近鉄）大阪線の駅である。駅番号はD17。

## 歴史
- 1927年（昭和2年）7月1日：大阪電気軌道八木線（現在の大阪線）の恩智 - 高田（現在の大和高田）間開通と同時に開業する[1]。
- 1941年（昭和16年）3月15日：参宮急行電鉄との会社合併により、関西急行鉄道の駅となる[1]。
- 1944年（昭和19年）6月1日：会社合併により、近畿日本鉄道の駅となる[1]。
- 1999年（平成11年）12月16日：橋上駅舎の使用を開始する。
- 2007年（平成19年）4月1日：ICカード「PiTaPa」の利用が可能となる[2]。
- 2012年（平成24年）3月20日：新設された区間準急の停車駅となる。
- 2024年（令和6年）11月10日 - 終日無人化[3]。

なお、1932年（昭和7年）1月に亀ノ瀬トンネルの崩壊で国有鉄道関西本線の柏原 - 王寺駅間が運休となった際は、同年6月から12月まで、柏原駅より南方900メートルの関西本線上に当駅と隣接して柏原仮乗降場が設置され、同時に下田駅（現在の近鉄下田駅）で和歌山線と接続して、大軌線を用いて関西本線の代替輸送が行われていた。

## 駅構造
相対式2面2線のホームを持つ地上駅で橋上駅舎を有する。改札口は1ヶ所のみ。ホーム有効長は6両。
1999年（平成11年）12月に出入口を南西、南東、北西の3ヶ所にもつ橋上駅舎になった。橋上化以前の駅舎（改札）は上り線ホームの大和八木寄りにあり、反対側の下り線ホームへは構内踏切を渡る必要があった。
無人駅で、駅遠隔監視システムが導入されている（管理駅は近鉄八尾駅）。2024年（令和6年）11月10日までは終日有人駅だった。PiTaPa・ICOCA対応の自動改札機並びに自動精算機（回数券カード及びICカードのチャージに対応）が設置されている。

### のりば
| のりば | 路線     | 方向 | 行先           |
| ------ | -------- | ---- | -------------- |
| 1      | D 大阪線 | 下り | 榛原方面       |
| 2      | D 大阪線 | 上り | 大阪上本町方面 |

## 利用状況
近年における当駅の1日乗降人員の調査結果は以下の通り。
- 2023年11月7日：2,283人
- 2022年11月8日：2,274人
- 2021年11月9日：2,110人
- 2018年11月13日：2,387人
- 2015年11月10日：2,217人
- 2012年11月13日：2,294人
- 2010年11月9日：2,197人
- 2008年11月18日：2,408人
- 2005年11月8日：2,279人

## 駅周辺
- 柏原市役所
- 柏原市民会館（リビエールホール）
- 柏原上市郵便局
- 柏原市立堅下南小学校
- 柏原市立堅下南中学校
- 柏原南口駅 - 近鉄道明寺線

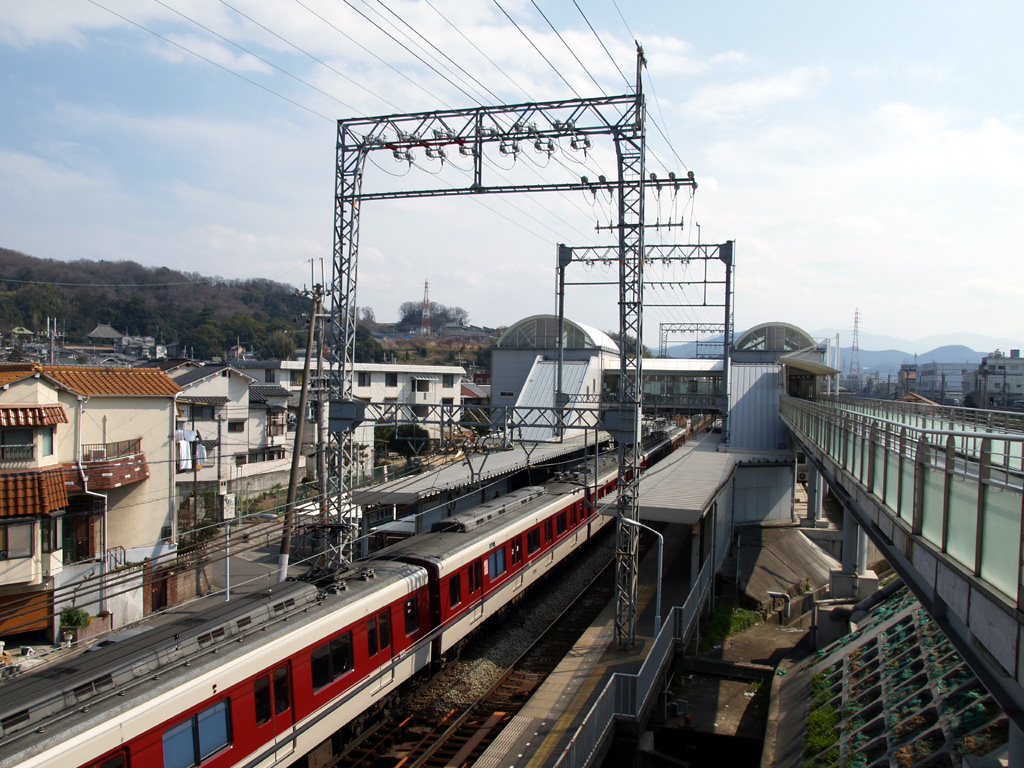
北口

  - 道明寺駅方面と大阪線を跨って乗車の際は定期乗車券のみキロ程が通算される。
- 石神社
- セブンツーセブン工場
- 早川繊維工業本社

## バス路線
柏原市役所（西南に300メートル）に、柏原市市内循環バス「きらめき号」の「市役所前」停留所が設置されている。
- 運賃無料・平日のみ運行

## 隣の駅
近畿日本鉄道
D 大阪線
■快速急行・■急行・■準急
通過
■区間準急・■普通
堅下駅 (D16) - 安堂駅 (D17) - 河内国分駅 (D18)